# Atwal, Bidar
Atwal là một làng thuộc tehsil Bidar, huyện Bidar, bang Karnataka, Ấn Độ.